# 8 Diagrams
8 Diagrams – piąty album studyjny amerykańskiej grupy hip-hopowej Wu-Tang Clan, wydany 11 grudnia 2007 roku nakładem SRC Records.
Album zadebiutował na 25. miejscu notowania Billboard 200, 9. miejscu Top R&B/Hip-Hop Albums i 4. notowania Rap albums. Płyta została wyprodukowana przez RZA, Easy Mo Bee, Mathematicsa i George Drakouliasa.

## Koncepcja
Nazwa albumu pochodzi z filmu Eight-Diagram Pole Fighter (w Polsce znanego pod nazwą Niepokonany wojownik). Grupa, nie wydała studyjnego albumu od czasu Iron Flag, który ukazał się w 2001 roku. W grudniu 2006 roku zespół podpisał kontrakt z SRC Records. Cztery poprzednie albumy Wu-Tang Clanu ukazywały się w nieistniejącej już Loud Records.
W niedzielę 5 sierpnia 2007 roku, podczas występu w Baltimore na Virgin Festival RZA ogłosił, że nowy album zespołu ukaże się 13 listopada w trzecią rocznicę śmierci byłego członka Wu-Tang Clanu Ol’ Dirty Bastarda. Jednak później premiera została przełożona na 11 grudnia.
Podczas premiery filmu Wu: The Story of the Wu-Tang Clan, w Nowym Jorku Cappadonna ujawnił, że podczas sześciu lat od wydanie płyty Iron Flag, Wu-Tang nagrał około 50 utworów, z których czternaście znalazło się na albumie. Przed wydaniem płyty Loud Records na swojej oficjalnej stronie umieściło darmowy mixtape na którym, znaleźć można kilka niepublikowanych utworów m.in. „Thug World,” „Life Changes,” „Stick Me for My Riches,” i „Weak Spot”.

## Muzyka

### Współpraca
Na 8 Diagrams można usłyszeć wszystkich dziewięciu członków grupy włącznie z Ol’ Dirty Bastardem, któremu zadedykowany jest utwór „Life Changes”. Z członków Wu-Family występują Cappadonne i Streetlife’a.
Na stronie nme.com ukazał się artykuł, który mówił, że album ma być wyprodukowany przez Easy Mo Bee, Marley Marla, Q-Tip, DJ Scratcha i Nile’a Rodgersa. Ostatecznie przy produkcji albumu pomagali George Clinton, z P-Funk, Dhani Harrison, John Frusciante z Red Hot Chili Peppers i basista System of a Down – Shavo Odadjian.

### Nieporozumienia
W przeciwieństwie do poprzednich albumów grupy, które wykorzystywały bardziej „mroczne” sample na 8 Diagrams, RZA użył eksperymentalnych dźwięków m.in. orkiestry, skrzypiec i gitar, co nie spodobało się Ghostface Killahowi, który w wywiadzie zapytany co sądzi o nowym albumie odpowiedział:

Czuję, że nowy Wu-Tang jest gówniany, naprawdę gówniany. Ale to nie nasza wina, to wina RZA, który za wszelką ceną chciał zrobić wszystko sam, wszystko sam wyprodukować. Chcieliśmy zaprosić innych ludzi do współpracy. Mogliśmy mieć Pharrella i Kanye Westa, ale on się na to nie godził. [...] Przez to wszystko nowy album, ale także i trzy poprzednie, są po prostu gówno warte.

### Single
W wywiadzie dla BBC 1Xtra, Method Man powiedział, że pierwszym singlem będzie „Watch Your Mouth” wyprodukowany przez DJ Scratcha. Później jednak okazało się, że utwór nie znajdzie się na finalnej wersji albumu.
Zamiast tego pierwszym oficjalnym singlem okazał się „The Heart Gently Weeps”, który jest adaptacją utworu Beatlesów, „While My Guitar Gently Weeps”. Singel wyprodukował RZA, a pomagali mu syn George’a Harrisona, Dhani i gitarzysta Red Hot Chili Peppers, John Frusciante.

## Lista utworów
| #                                                                         | Tytuł                           | Producent              | Wykonanie | Sample / Uwagi | Czas |
| ------------------------------------------------------------------------- | ------------------------------- | ---------------------- | --- | --- | ---- |
| 1                                                                         | „Campfire”                      | RZA                    | - Pierwsza zwrotka: Method Man - Druga zwrotka: Ghostface Killah - Trzecia zwrotka: Cappadonna | - „Gypsy Woman” w wykonaniu Curtisa Mayfielda - Dialogi z filmu Shaolin & Wu-Tang - Dialogi z filmu Writing Kung Fu                                                                             | 3:59 |
| 2                                                                         | "Take It Back”                  | Easy Mo Bee, RZA       | - Pierwsza zwrotka: Raekwon - Druga zwrotka: Inspectah Deck - Trzecia zwrotka: Ghostface Killah - Czwarta zwrotka: U-God - Refren: Method Man, U-God                                                                                          | - „Nautilus” w wykonaniu Boba Jamesa - „This That and The Third” w wykonaniu Ilacoin | 4:13 |
| 3                                                                         | „Get Them Out Ya Way Pa”        | RZA                    | - Pierwsza zwrotka: Method Man - Druga zwrotka: U-God - Trzecia zwrotka: Masta Killa - Refren: Ghostface Killah, Raekwon | | 4:18 |
| 4                                                                         | „Rushing Elephants”             | RZA                    | - Pierwsza zwrotka: Raekwon - Druga zwrotka: GZA - Trzecia zwrotka: RZA - Czwarta zwrotka: Masta Killa | - „Marche en La” w wykonaniu Ennio Morricone - Skrzypce: Marco Vitali | 3:00 |
| 5                                                                         | „Unpredictable”                 | RZA                    | - Pierwsza zwrotka: Inspectah Deck - Druga zwrotka: RZA - Refren: RZA, Dexter Wiggle | - „Wailing Wail” w wykonaniu Nicholasa Flagella - Gitara basowa: Shavo Odadjian | 4:11 |
| 6                                                                         | „The Heart Gently Weeps”        | RZA, George Drakoulias | - Pierwsza zwrotka: Raekwon - Druga zwrotka: Ghostface Killah - Trzecia zwrotka: Method Man - Refren: Erykah Badu | - „While My Guitar Gently Weeps” w wykonaniu George’a Harrisona - Prowadząca gitara: John Frusciante - Rytm, gitara i perkusja: Dhani Harrison, Stone Mecca                                     | 5:17 |
| 7                                                                         | „Wolves”                        | RZA                    | - Pierwsza zwrotka: U-God - Druga zwrotka: Method Man - Trzecia zwrotka: Masta Killa - Refren: George Clinton | - „Shame On A nigga” w wykonaniu Wu-Tang Clanu - „Man’s Best Friend” w wykonaniu George’a Clintona - Róg: Uncle John                                                                            | 4:14 |
| 8                                                                         | „Gun Will Go”                   | RZA                    | - Pierwsza zwrotka: Raekwon - Druga zwrotka: Method Man - Trzecia zwrotka: Masta Killa - Refren: Sunny Valentine | - Gitara basowa: Gary Foote - Gitara: RZA - Skrzypce: Marco Vitali | 4:16 |
| 9                                                                         | „Sunlight”                      | RZA                    | - RZA | - Dialogi z filmu Crystal Fist - „A Luci Blue” w wykonaniu Ennio Morricone - Skrzypce: Marco Vitali                                                                                             | 3:22 |
| 10                                                                        | „Stick Me for My Riches”        | Mathematics, RZA       | - Pierwsza zwrotka: Method Man - Druga zwrotka: Inspectah Deck - Trzecia zwrotka: RZA - Czwarta zwrotka: GZA - Refren: Gerald Alston | - Gitara basowa: Tre James | 6:08 |
| 11                                                                        | „Starter”                       | RZA                    | - Pierwsza zwrotka: Streetlife - Druga zwrotka: GZA - Trzecia zwrotka: Inspectah Deck - Czwarta zwrotka: U-God - Refren: Sunny Valentine, Tash Mahogany                                                                                       | - Skrzypce: Marco Vitali - Gitara basowa: Shavo Odadjian | 4:13 |
| 12                                                                        | „Windmill”                      | RZA                    | - Pierwsza zwrotka: Raekwon - Druga zwrotka: GZA - Trzecia zwrotka: Masta Killa - Czwarta zwrotka: Inspectah Deck - Piąta zwrotka: Method Man - Szósta zwrotka: Cappadonna                                                                    | - „Bang Bang (My Baby Shot Me Down)” w wykonaniu Nancy Sinatry - „Ain’t No Sunshine” w wykonaniu Lyn Collins - „Take Me As I Am” w wykonaniu Lyn Collins - Gitara: John Frusciante              | 4:32 |
| 13                                                                        | „Weak Spot”                     | RZA, George Drakoulias | - Pierwsza zwrotka: RZA - Druga zwrotka: Raekwon - Trzecia zwrotka: GZA | - „Sneakin’ in the Back” w wykonaniu Toma Scotta - Dialogi z filmu Five Deadly Venoms | 3:58 |
| 14                                                                        | „Life Changes”                  | RZA                    | - Pierwsza zwrotka: Method Man - Druga zwrotka: Raekwon - Trzecia zwrotka: GZA - Czwarta zwrotka: Masta Killa - Piąta zwrotka: Inspectah Deck - Szósta zwrotka: U-God - Siódma zwrotka: RZA - Outro: Sifu Shi Yan Ming (recytuje Sutrę Serca) | - „The Road We Didn’t Take” w wykonaniu Freda Payne’a - „Easiest Way to Fall” w wykonaniu Freda Payne’a                                                                                         | 7:21 |
| Utwory dodatkowe (wersja europejska)                                      |                                 |                        | | |      |
| 15                                                                        | „Tar Pit”                       | RZA                    | - Pierwsza zwrotka: U-God - Druga zwrotka: Cappadonna - Trzecia zwrotka: Streetlife - Outro: George Clinton - Refren: Method Man, George Clinton                                                                                              | - Gitara basowa: Gary Foote - Keyboard: Regan Ryzuk - Róg: Uncle John - Skrzypce: Marco Vitali                                                                                                  | 4:56 |
| 16                                                                        | „16th Chamber / O.D.B. Special” | RZA                    | - Pierwsza zwrotka: Method Man - Interlude: Raekwon - Druga zwrotka: Ol’ Dirty Bastard | - Bar-Kays – „Sang and Dance” - Ol’ Dirty Bastard – „The Stomp” - Ol’ Dirty Bastard – „Protect Ya Neck II the Zoo” - Method Man – „Release Yo’ Delf” - Utwór nagrywany w 1992 roku w domu RZA-y | 2:44 |
| - Informacje o utworach i użytych samplach opracowano na podstawie źródeł |                                 |                        | | |      |

## Wydania
| Rok  | Nr katalogowy | Format  | Wytwórnia                                   | Region | Źródło |
| ---- | ------------- | ------- | ------------------------------------------- | ------ | ------ |
| 2007 | B0010556-02   | CD, DVD | Universal Motown/Street Records             | USA    | [ 25 ] |
| 2007 | 0602517554696 | CD      | Universal Motown/Street Records Corporation | Europa | [ 26 ] |
| 2007 | 0180362BDM    | CD, DVD | Bodog Music                                 | Niemcy | [ 27 ] |
| 2007 | B0010377-02   | CD, DVD | Universal Motown/Street Records             | Kanada | [ 28 ] |
| 2007 | B0010377-02   | CD, DVD | Universal Motown/Street Records             | USA    | [ 22 ] |
| 2007 | brak          | CD      | Bodog Music                                 | Kanada | [ 30 ] |
| 2008 | 000102BDM     | Winyl   | Bodog Music                                 | Niemcy | [ 31 ] |
| 2008 | 0180369BDM    | CD, DVD | Bodog Music                                 | Europa | [ 32 ] |

## Notowania na listach
Album
| Rok  | Notowania na świecie | Notowania na świecie | Notowania na świecie | Notowania na świecie | Notowania na świecie | Notowania na świecie | Notowania na świecie | Notowania na świecie |
| Rok  | USA 200              | USA R&B              | USA Rap              | Dig                  | BEL                  | FRA                  | CHE                  | HOL                  |
| ---- | -------------------- | -------------------- | -------------------- | -------------------- | -------------------- | -------------------- | -------------------- | -------------------- |
| 2007 | 25                   | 9                    | 4                    | 25                   | 88                   | 84                   | 19                   | 95                   |

## Personel
Opracowano na podstawie źródła
- RZA – wokal, tekst, gitara, skrzypce, aranżacja, producent, mastering
- GZA – wokal, tekst
- Masta Killa – wokal, tekst
- Raekwon – wokal, tekst
- Inspectah Deck – wokal, tekst
- Method Man – wokal, tekst
- U-God – wokal, tekst
- Ghostface Killah – wokal, tekst
- Cappadonna – wokal, tekst
- Streetlife – wokal, tekst
- Erykah Badu – wokal
- Sunny Valentine – wokal
- Tash Mahogany – wokal
- George Clinton – wokal
- Dexter Wiggle – wokal
- Mathematics – producent
- Easy Mo Bee – producent
- Stone Mecca – gitara, bębny, keyboard
- Sandy Brummels – pomysłodawca
- Steve Chahley – miksowanie, asystent
- Vickie Charles – reklama
- Mitchell Diggs – producent wykonawczy
- George Drakoulias – producent
- Gary Foote – gitara basowa
- Tre James – gitara basowa
- Bob Lanzner – gitara basowa
- Tatia Fox – marketing
- Daniel Pappas – marketing
- John Frusciante – gitara
- Dhani Harrison – gitara
- Alexx Henry – fotografia
- Jason „Chyld” Kpana – A&R
- Tamika Layton – A&R
- Jamaal „Reality” Meeks – A&R
- Jose „Choco” Reynoso – miksowanie
- Eva Ries – wywiady, marketing
- Marco Vitali – skrzypce
- Uncle John – róg